# Джеймс Вайлд
Джеймс Вайлд (англ. James Wyld; 20 листопада 1812 — 17 квітня 1887) — британський картограф та географ, географічний видавець і продавець карт, найбільш відомий своїм «Великим глобусом Вайлда» в лондонському Лестер-сквері. За свою кар'єру Вайлд був обраний членом Королівського географічного товариства у 1839 році та обслуговував королеву Вікторію й принца Альберта як офіційний «Географ Її Величності». Його внесок у картографію полягав не лише в розвитку друкованих карт, а й у популяризації географічних знань серед широкої публіки через виставки та інноваційні друкарські методи. Багато його карт зберігаються в колекціях Британської бібліотеки, Бібліотеки Конгресу США та приватних збірках по всьому світу.

## Біографія
Джеймс Вайлд народився 20 листопада 1812 року в графстві Суррей, Англія, у сім'ї картографа Джеймса Вайлда Старшого і Елізи (уродженої Легг) і успадкував батьківську фірму, розвинувши її до одного з провідних підприємств з виготовлення та продажу карт у Великій Британії.
Хоча точні відомості про формальну освіту Джеймса Вайлда відсутні, відомо, що він здобув ґрунтовні практичні знання в галузі гравіювання та друкування карт. Вже в середині 1830-х років Вайлд активно розширював асортимент карт, звертаючи увагу на актуальні події: Кримську війну, Каліфорнійську золоту лихоманку, експедиції в Центральну Азію.
Після смерті батька в 1836 році Вайлд успадкував сімейну картографічну фірму, розташовану на Чарінг-кросс у Лондоні, і швидко розширив її діяльність на видавництво карт різних регіонів світу, включно з Лондоном і золотоносними районами Каліфорнії.

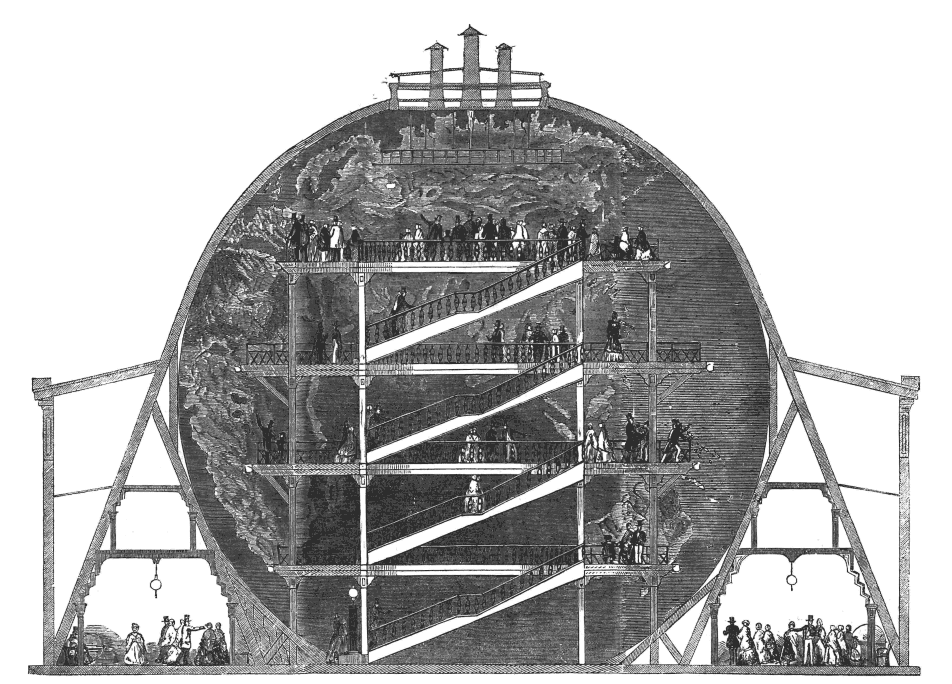
Великий глобус Вайлда у розрізі.

У 1839 році Вайлд був обраний дійсним членом Королівського географічного товариства, що підтвердило його авторитет у науковій спільноті. Вайльд володів титулом «Географ Її Величності» (англ. Geographer to Queen Victoria) та принца Альберта (англ. Geographer to HRH Prince Albert), продовжуючи традицію, започатковану його батьком. Він також активно видавав путівники та тематичні карти — від залізничних мереж до мовних та релігійних розподілів світу, зокрема численні залізничні карти та путівники по Лондонській мережі (1830–1840-і роки). 
Він швидко здобув репутацію одного з провідних картографів Лондона, видаючи карти різних регіонів Британської імперії та світу, зокрема Province of Canada (1846), Map of India (1842), а також військові картограми Центральної Азії та Афганістану (1879).
У 1851 році Вайлд збудував у серці Лестер-скверу атракціон, відомий як Великий глобус Вайлда — гігантський порожній глобус діаметром 18,4 м. Усередині була змодельована поверхня землі, був чотириповерховий майданчик, на який можна було піднятися сходами і розглядати континенти. Відвідувачі входили до атракціону через двері, розташовані в проекції Тихого океану. Споруда та навколишня виставкова зала працювали для публіки з червня 1851 до квітня 1862 року, приваблюючи відвідувачів під час Великої виставки та протягом наступного десятиліття
Wikipedia. Попри початковий успіх, інтерес до атракціону поступово зменшувався через конкуренцію з іншими науково-розважальними закладами та внутрішні судові суперечки про право власності й демонтаж. У 1862 році, коли термін дії угоди Вайлда на використання землі закінчився, виставкову залу було демонтовано, а глобус розібрано та продано на металобрухт
Джеймс Вайлд також обіймав посаду депутата від виборчого округу Бодмін у Палаті громад Великої Британії. Він був обраний як представник Ліберальної партії в 1848 році, хоча під час виборів звучали звинувачення в підкупі, які не були доведені, йому дозволили вступити на посаду. Політична кар'єра Вайлда перервалася на період найактивнішої роботи над «Великим глобусом», але він продовжував брати участь у громадському житті.
Джеймс Вайлд помер 1887 року в Лондоні і був похований на цвинтарі Кенсал-Грін.

## Основні праці
- Western Hemisphere (1823)[14]
- Map of the Provinces of New Brunswick and Nova Scotia (1825)
- The World on Mercator's Projection (1837) — карта світу у проекції Меркатора[15].
- The World, Designed to show the Languages and Dialects… (2-ге видання, 1841) — карта розповсюдження мов Біблійного товариства[16]

## Відзнаки та членства
- Дійсний член Королівського географічного товариства (1839)
- Географ Її Величності та принца Альберта
- Голова комітету вкладників Royal British Bank під час його банкрутства (1856), якому вдалося домогтися від акціонерів вигідного повернення 15 шилінгів за фунт[17]

## Родина
У 1838 році Джеймс Вайлд одружився з Енн Гестер, дочкою Джона Гестера; подружжя мало двоє дітей, зокрема Джеймса Джона Купера Вайлда, який також став видавцем карт.